# (7855) Tagore
(7855) Tagore est un astéroïde de la ceinture principale.

## Description
(7855) Tagore est un astéroïde de la ceinture principale. Il fut découvert par Cornelis Johannes van Houten, Ingrid van Houten-Groeneveld et Tom Gehrels le 16 octobre 1977 à l'observatoire Palomar. Il présente une orbite caractérisée par un demi-grand axe de 2,67 UA, une excentricité de 0,093 et une inclinaison de 13,15° par rapport à l'écliptique.
Il fut nommé en hommage à Rabindranath Tagore (1861-1941), poète indien.

## Compléments